# 小行星13624
小行星13624（13624 Abeosamu）是一颗绕太阳运转的小行星，为主小行星带小行星。该小行星于1995年10月17日发现。

## 轨道参数
小行星13624的轨道半长轴为2.2497798 UA，离心率为0.0954896。